# Omán en los Juegos Paralímpicos de Sídney 2000
Omán estuvo representado en los Juegos Paralímpicos de Sídney 2000 por tres deportistas masculinos. El equipo paralímpico omaní no obtuvo ninguna medalla en estos Juegos.